# جويل روبين
جويل روبين (بالإنجليزية: Joel Rubin)‏ هو موسيقي أمريكي، ولد في 14 أكتوبر 1955 في لوس أنجلوس في الولايات المتحدة.

## وصلات خارجية
- جويل روبين على موقع ميوزك برينز (الإنجليزية)
- جويل روبين على موقع ديسكوغز (الإنجليزية)